# Фініді Джордж
Фініді Джордж (англ. Finidi George, нар. 15 квітня 1971, Порт-Харкорт) — нігерійський футболіст, що грав на позиції фланговий півзахисника.
Виступав, зокрема, за клуби «Аякс» та «Реал Бетіс», а також національну збірну Нігерії.
Триразовий володар Суперкубка Нідерландів. Триразовий чемпіон Нідерландів. Переможець Ліги чемпіонів УЄФА. Володар Суперкубка УЄФА. Володар Міжконтинентального кубка. У складі збірної — володар Кубка африканських націй.

## Клубна кар'єра
У дорослому футболі дебютував 1989 року виступами за команду клубу «Калабар Роверс», в якій не провів жодного матчу в основному складі.
Згодом з 1990 по 1993 рік грав на батьківщині у складі команд клубів «Івуаньянву Нейшнл» та «Шаркс».
Своєю грою за останню команду привернув увагу представників тренерського штабу клубу «Аякс», до складу якого приєднався 1993 року. Відіграв за команду з Амстердама наступні три сезони своєї ігрової кар'єри. Більшість часу, проведеного у складі «Аякса», був основним гравцем команди. За цей час додав до переліку своїх трофеїв три титули володаря Суперкубка Нідерландів, ставав тричі чемпіоном Нідерландів, переможцем Ліги чемпіонів УЄФА, володарем Суперкубка УЄФА, володарем Міжконтинентального кубка.
1996 року уклав контракт з клубом «Реал Бетіс», у складі якого провів наступні чотири роки своєї кар'єри гравця. Граючи у складі «Реала Бетіс» також здебільшого виходив на поле в основному складі команди. У складі команди став півфіналістом Кубка кубків УЄФА 1997–1998 років.
Протягом 2000–2001 років захищав кольори клубу «Мальорка». У складі клубу став бронзовим призером Чемпіонату Іспанії з футболу 2000–2001 років.
Далі Джордж продовжив кар'єру в англійському клубі «Іпсвіч Таун», де грав протягом 2001–2003 років. У другому сезоні футболіст самовільно розірвав контракт із клубом та був втягнутий у довготривалу судову суперечку з колишнім клубом.
Завершив професійну ігрову кар'єру у клубі «Мальорка», у складі якого вже виступав раніше. Прийшов до команди 2003 року, захищав її кольори до припинення виступів на професійному рівні у 2004.

## Виступи за збірну
1992 року дебютував в офіційних матчах у складі національної збірної Нігерії. Протягом кар'єри у національній команді, яка тривала 11 років, провів у формі головної команди країни 62 матчі, забивши 2 голи.
У складі збірної був учасником Кубка африканських націй 1992 року у Сенегалі, на якому команда здобула бронзові нагороди, чемпіонату світу 1994 року у США, Кубка африканських націй 1994 року у Тунісі, здобувши того року титул континентального чемпіона, чемпіонату світу 1998 року у Франції, Кубка африканських націй 2000 року у Гані та Нігерії, де разом з командою здобув «срібло», Кубка африканських націй 2002 року у Малі, на якому команда здобула бронзові нагороди.

## Тренерська діяльність
У середині листопада 2010 року з'явилось повідомлення про те, що Джордж Фініді повернувся у свій колишній клуб «Реал Бетіс» як міжнародний спортивний директор.

## Титули і досягнення
- Володар Суперкубка Нідерландів (3):

«Аякс»: 1993, 1994, 1995
- Чемпіон Нідерландів (3):

«Аякс»: 1993-94, 1994-95, 1995-96
- Переможець Ліги чемпіонів УЄФА (1):

«Аякс»: 1994-95
- Володар Суперкубка УЄФА (1):

«Аякс»: 1995
- Володар Міжконтинентального кубка (1):

«Аякс»: 1995
- Володар Кубка африканських націй (1):1994
- Срібний призер Кубка африканських націй: 2000
- Бронзовий призер Кубка африканських націй: 2002, 1992